# Mangelwurzel
Il mangelwurzel è una varietà di barbabietola, principalmente utilizzata nel foraggio, originaria dell'Inghilterra e diffusa anche negli Stati Uniti d'America.

## Caratteristiche
Il mangerwurzel è succoso e ha molti elementi in comune con la bietola svizzera e la barbabietola da zucchero. Può presentare forme e colorazioni molto diverse. Gli esemplari più produttivi pesano 9 chilogrammi e raggiungono quasi un metro di lunghezza. Trattandosi di una barbabietola impiegata nel foraggio, rientra nel gruppo delle cultivar crassa. Viene particolarmente apprezzata per la sua capacità di crescere in climi e terreni molto diversi tra loro.

## Utilizzi
Quando non è troppo maturo, il mangelwurzel viene impiegato in cucina (da esso si ricava, ad esempio, un forte alcolico). La radice deve però la sua reputazione come storico alimento da foraggio, specialmente per i bovini, i suini e il pollame. Quando è destinato al consumo animale, è consigliato di lasciarlo crescere e maturare per aumentarne la produttività complessiva e la succosità.
La radice è anche utilizzata nella disciplina sportiva del lancio della bietola (mangold hurling), originaria dell'undicesimo secolo.